# Ectropis defessaria
Ectropis defessaria är en fjärilsart som beskrevs av Freyer 1848. Ectropis defessaria ingår i släktet Ectropis och familjen mätare. Inga underarter finns listade i Catalogue of Life.